# Syzygium calcadense
Syzygium calcadense là một loài thực vật có hoa trong Họ Đào kim nương. Loài này được (Bedd.) Chandrash. miêu tả khoa học đầu tiên năm 1977.